# Кевін Парсемен
Кевін Парсемен (фр. Kévin Parsemain, нар. 13 лютого 1988, Ле-Франсуа) — мартинікаський французький футболіст, нападник клубу «Голден Ліон» та національної збірної Мартиніки.

## Клубна кар'єра
У дорослому футболі дебютував 2005 року виступами за команду «Клуб Францискен», в якій провів один сезон.
У 2006 році футболіст перейшов у французький «Ле-Ман», за резервну команду якого провів два з половиною сезони у четвертому французькому дивізіоні. 
У 2009 році Парсемен перейшов в клуб «Круа-де-Савойя». 24 квітня 2009 року футболіст вперше зіграв за клуб, вийшовши на заміну в матчі проти «Шербура» за 20 хвилин до кінця. Однак через травму паху Парсемен більше за команду грав і в липні того ж року повернувся на Мартиніку, перейшовши в клуб «Рив'єр-Пілот». 
У січні 2014 року Кевін прибув на перегляд в «Сіетл Саундерс». В товариських матчах Парсемен став найкращим бомбардиром команди разом із Обафемі Мартінсом, забивши 3 м'ячі. У підсумку 28 березня 2014 року клуб підписав контракт з нападником. Проте вже 6 квітня Парсемен порвав на тренуванні хрестоподібні зв'язки, пропустивши весь залишок сезону. Після відновлення від травми у березні 2015 року був відправлений в резервну команду, за яку провів 5 матчів. 
В серпні 2015 року Парсемен перейшов в клуб з Демократичної Республіки Конго «Мотема Пембе». У складі цього клубу Кевін став найкращим бомбардиром, забивши 10 м'ячів в 17 матчах. Однак через 7 місяців через фінансові проблеми та недостатньою безпеку футболіст розірвав контракт з командою. 
Після цього Парсемен знову повернувся в рідну країну, ставши гравцем клубу «Голден Ліон».

## Виступи за збірну
2008 року дебютував в офіційних матчах у складі національної збірної Мартиніки.
У 2010 році він виграв Кубок заморських територій Франції, вигравши у збірної Реюньйону у фіналі. На Карибському кубку 2012 Парсемен став найкращим бомбардиром як у відбірковому турнірі, так і у фінальному. Мартиніка посіла четверте місце на турнірі і пробилася на Золотий кубок КОНКАКАФ 2013. На цьому турнірі Кевін був капітаном збірної, зіграв у всіх трьох матчах групового етапу і забив один гол. 
У 2017 році збірна знову стала учасницею Золотого кубка КОНКАКАФ. Тут Парсемен зіграв у трьох матчах групового етапу та забив три голи.